# Jean Jégoudez
 (juillet 2018).
 (mai 2018).
Si vous disposez d'ouvrages ou d'articles de référence ou si vous connaissez des sites web de qualité traitant du thème abordé ici, merci de compléter l'article en donnant les références utiles à sa vérifiabilité et en les liant à la section « Notes et références ».
Jean Jégoudez, est un peintre français, né à Paris (8e) le 4 juillet 1915, mort à Grasse le 5 mars 2007. Certains thèmes, tels la nature ou les visages réduits plus tard  aux seuls yeux, sont récurrents dans son œuvre, bien que celle-ci, tantôt figurative, tantôt abstraite, ait profondément évolué.

## Biographie

### La jeunesse
Jean Jégoudez grandit dans une famille bourgeoise, un peu austère, mais non sans lien avec l’art. Son père est diplômé des Beaux-Arts et succède à son propre père, le grand-père Léon, sculpteur sur pierre qui, arrivé de Bretagne, a créé une entreprise de décoration en staff. De nombreux immeubles, à Paris et ailleurs, doivent à l’entreprise familiale leur belle façade (Claridge aux Champs-Élysées) ou leur décoration intérieure (Villa Arnaga d’E. Rostand au Pays basque). Jean Jégoudez dirigera, après sa démobilisation, les derniers chantiers commandés à l’entreprise.
Il fait ses études secondaires au Lycée Carnot, puis, entre à  l’École Nationale des Arts Décoratifs. Dès 1934, il participe à des projets décoratifs ou publicitaires (atelier Carlu).
Ces projets sont interrompus par le service militaire, suivi des rappels en 1938/39. En 1940, il est fait prisonnier par les Allemands à Provins, mais parvient rapidement à s'évader et regagne Paris à pied. Cette expérience le marquera profondément et le rendra définitivement antimilitariste, mais lui aura également permis de découvrir la franche camaraderie avec des jeunes gens de milieux sociaux ou culturels éloignés du sien.
Les souvenirs de ce qu’il a vécu, pendant ces mois terribles, apparaissent dans ses dessins : les visages esquissés, multipliés, barrés d’un trait épais expriment sans doute l’angoisse et le désarroi de cette époque. Il répond à Jean Rousselot qui lui rend visite, en 1946, dans « l’immense caverne crayeuse » qu’est l’entreprise paternelle : « Je voudrais […] faire une peinture où puissent à nouveau se reconnaître les hommes… ».
Appelé par le Gouvernement Militaire de la Zone française d’Occupation, il fait plusieurs séjours en Allemagne pour prendre la direction artistique des Revues du Spectacle et des Arts « Verger » et « Die Quelle».

### La maturité parisienne

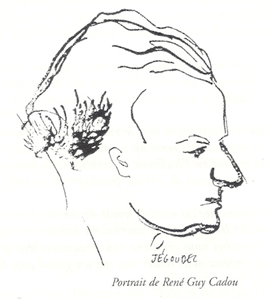
Portrait de René Guy Cadou par Jean Jégoudez

C’est une période féconde que les 2 décennies qui suivent la fin de la guerre.
Il noue de profondes amitiés avec des peintres dont Jean-Claude Libert ou Jacques Lagrange et des poètes, notamment René Guy Cadou, Jean Bouhier, Luc Bérimont et d’autres de l’École de Rochefort. Poésie et peinture s’accordent et se complètent. Jean Jégoudez accompagne de ses dessins des poèmes de Luc Bérimont tels « Le blason des Autres Dimanches » ou « Ballade de Hurlecoeur ».
Jean Jégoudez signe  un portrait de René Guy Cadou. L’auteur dédie au peintre un poème :
Amitié à Jean Jégoudez !

Il n'a pas craint de venir chez moi

 À travers champs à travers bois

Par un matin jonché de neige !
Cette dernière visite à René Guy Cadou, peu avant sa mort, marque aussi Jean Jégoudez qui la racontera plus tard. Au fil des années, il restera fidèle à son ami poète, associant leur poésie et peinture.

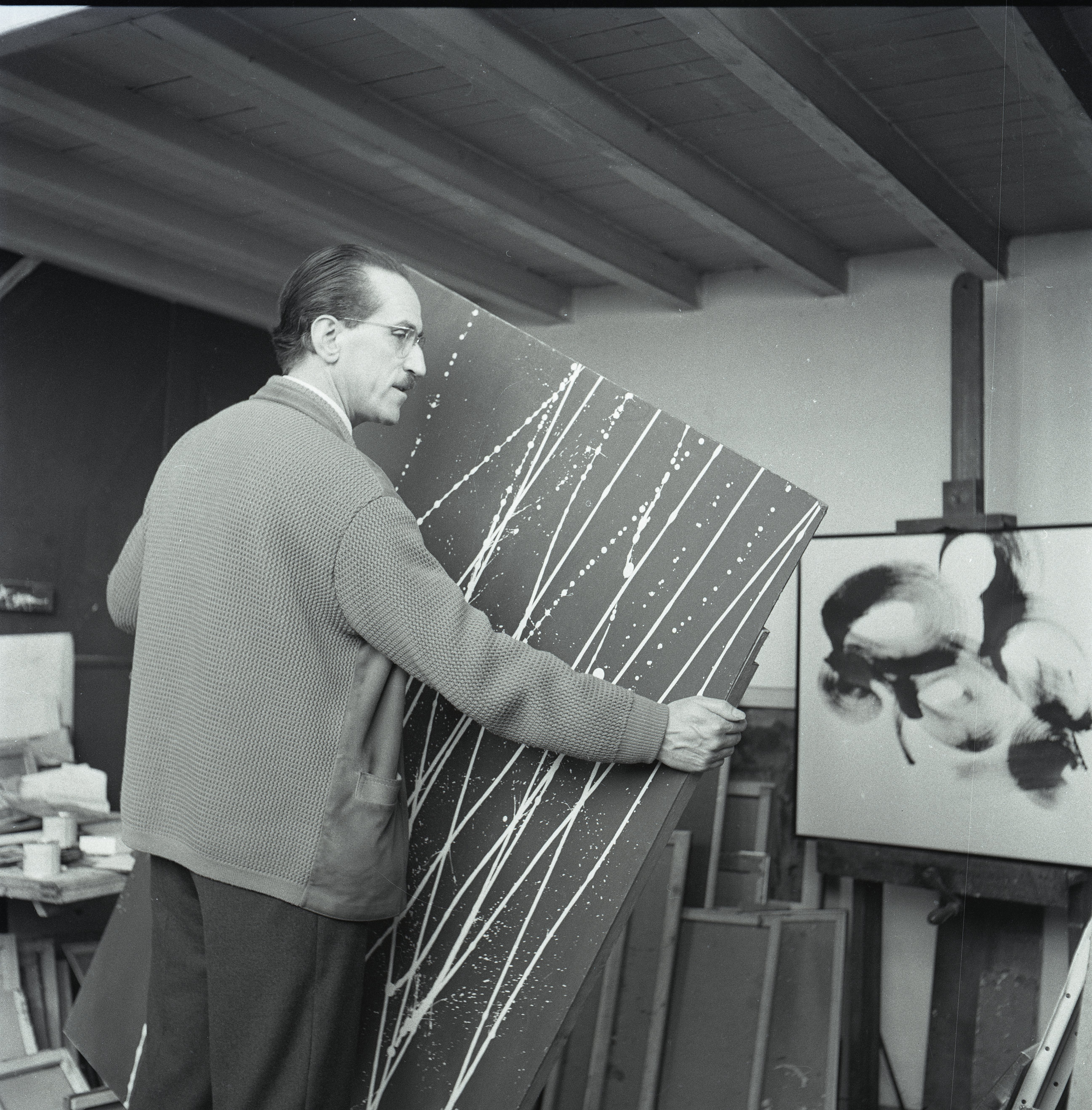
Jean Jégoudez dans son atelier rue Notre-Dame-des-Champs

II vit alors modestement dans son atelier de la rue Notre-Dame-des-Champs et se marie en 1950. Une fille naîtra l’année suivante.
La nature vraie, libre et infinie qui a manqué au jeune Parisien détestant le Parc Monceau et ses allées trop bien dessinées, l’inspirera tout au long de sa vie. Ses amis l’ont surnommé « l’ami des arbres ». Luc Bérimont déclare : « Jean Jégoudez a regardé les arbres… Il a senti vibrer ces grandes lyres végétales… » et  Jean Bouhier ajoute : «Il est évident que pour Jégoudez l’arbre est un personnage, le plus grand personnage de la poésie ». C’est, donc, tout d’abord, les arbres qu’il dessine, au fusain ou à l’encre de Chine. La mer l’attire également, avec son vaste horizon qu’il dessine de quelques traits d’une technique parfaitement maîtrisée. Bien qu’obsédé par les visages, aucun personnage n’apparaît dans ses paysages. La présence humaine n’est évoquée qu’à travers un pignon, un toit à moitié caché sous les frondaisons, une barque colorée de quelques touches d’aquarelle ou encore - influence de Bonnard qu’il admire - une fenêtre encadrant le paysage.
Ses peintures abstraites sur toile se font  remarquer : une peinture tourmentée et puissante, faite d’une matière épaisse, ridée, boursouflée dans des couleurs sombres et raffinées, tachées de blanc, parfois illuminées d’un rouge vermillon. Le critique d’art, Jean-François Chabrun, classe Jean Jégoudez parmi les meilleurs peintres de cette époque et admire, chez lui, « l’audace merveilleuse sans laquelle nous ne verrions le monde ni comme il est ni comme il sera ».

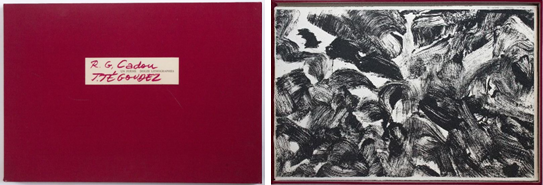
Lithographie de Jean Jégoudez sur un poème de René Guy Cadou

Il expose essentiellement à Paris, dans plusieurs galeries dont celles du Faubourg Saint-Honoré  (galeries Bing, André Hurtrez) ou de la rive gauche (galerie Michel Warren, rue des Beaux-Arts, galerie Rovier, rue Guénégaud…). Son ami Bouhier le décrit comme « un artiste complet, puissant qui nous restitue avec ses toiles et ses dessins son cœur gonflé de poésie et de lyrisme. »
Jean Jégoudez collabore aux premiers numéros des Cahiers de l’Herne sous la direction de Dominique de Roux et suggère de consacrer le tout premier à Cadou dont c’est, en 1961, le 10e anniversaire de la mort. Puis, il illustre les quelques vers du poème « Celui qui entre par hasard » par 12 lithographies abstraites, en noir et blanc.

### Le choix du Midi
Hanté par la lumière de la Côte d’Azur qu’il avait découvert avec éblouissement à 20 ans, il fait, au début des années 1960, de fréquents séjours dans la région de Cannes. Il finit par dénicher  une vieille maison, moitié ruine cachée au milieu des oliviers, près de Saint-Cézaire-sur-Siagne. Il l’achète et la restaure.
Il réalise plusieurs œuvres pour des établissements scolaires ou universitaires dont la première, en 1966, est une vaste peinture murale pour la faculté de Nantes. Il a conçu, à cette occasion, une  œuvre géométrique, vivement colorée, originale par rapport à tout ce qu’il a créé jusqu’alors.
Après son divorce, il épouse, en 1967, une jeune femme, musicienne d’origine allemande. Ils s'installent définitivement dans le Midi un peu avant la naissance de leur fils.
Ses voyages à Paris sont devenus de plus en plus rares et il perd les liens avec le milieu artistique parisien. Mais, il continue à peindre, à dessiner inlassablement dans son atelier, ouvrant largement sur un jardin presque sauvage. Gouache et pastel deviennent ses matériaux favoris qui permettent un foisonnement de couleurs.
Les collines environnantes, la nature avec laquelle il vit en parfaite osmose sont une source infinie d’inspiration, changeante selon les heures et les saisons. Dans les dernières années, l’arbre solitaire  réapparaît, mais, sous une forme déroutante. Ce n’est plus l’arbre majestueux dans une prairie paisible comme au temps de sa jeunesse. C’est un tronc tortueux et dépouillé, réduit à sa plus simple expression, représentant la nature dans son essence même, et dont la destination est désormais d'habiter l'espace construit par l'homme. L'arbre devient peu à peu un double de l'être humain dans la méditation silencieuse de Jégoudez sur le monde. Peu enclin à développer lui-même des explications sur son œuvre, c'est en elle qu'il exprime pleinement son ressenti le plus profond.
Un autre thème majeur et obsédant est repris par Jean Jégoudez sous de multiples variations : les yeux. Des visages d’autrefois, il ne reste que les yeux, des yeux inquiétants, des yeux ironiques ou mélancoliques, des yeux de clowns tristes, qui vous troublent et vous interrogent. Dans ses ultimes œuvres, il associe un de ses dessins avec le vers délicatement calligraphié d’un poète (R. G. Cadou ou d’autres). Il s’amuse, aussi parfois, à déchirer en 2 ou 3 morceaux ses dessins pour ensuite les juxtaposer à sa façon.
Après avoir revu une dernière fois ses chers mimosas dans le massif du Tanneron, il décède le 5 mars 2007 à Grasse.

## Galerie

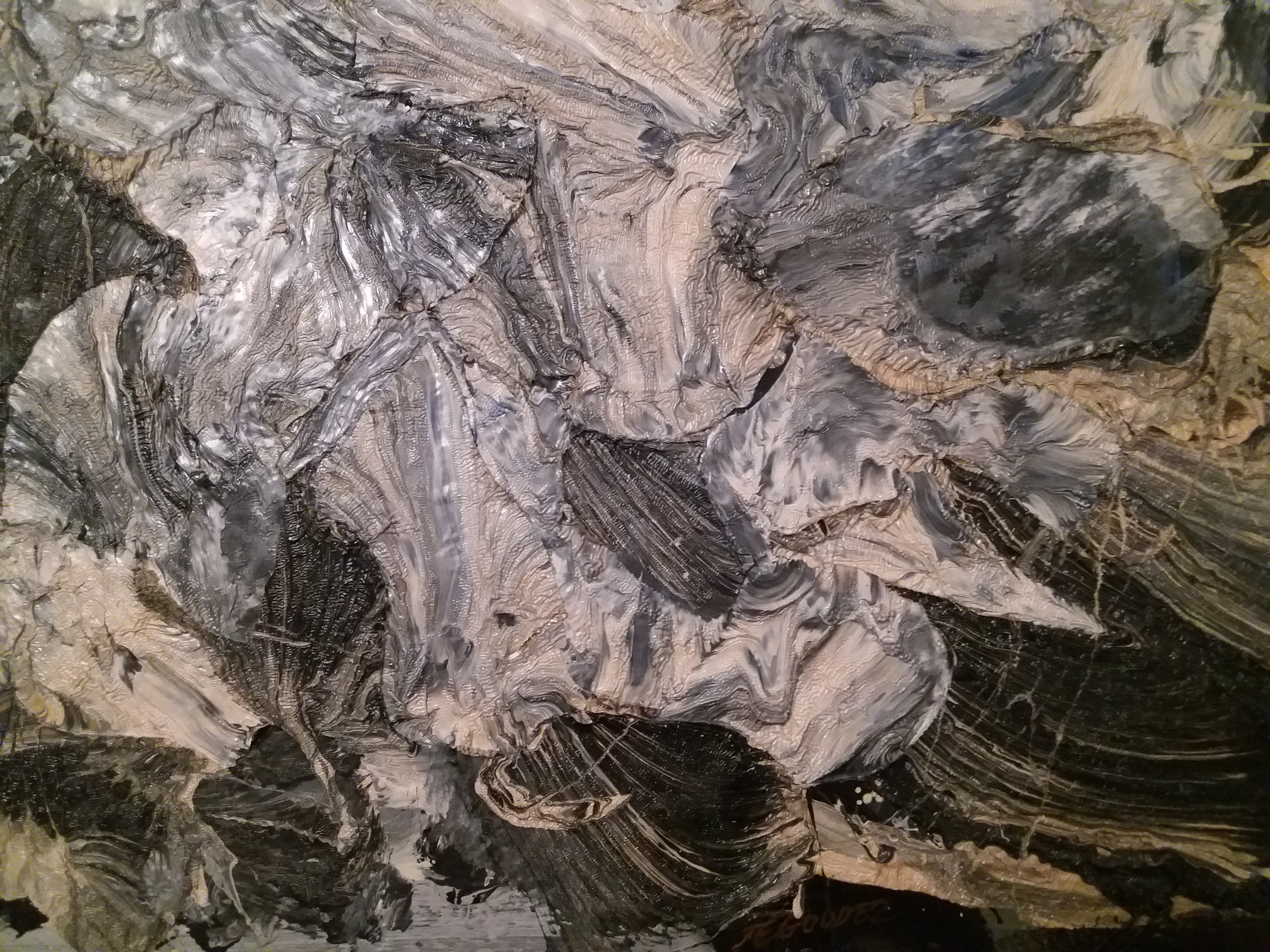
Peinture, vers 1950
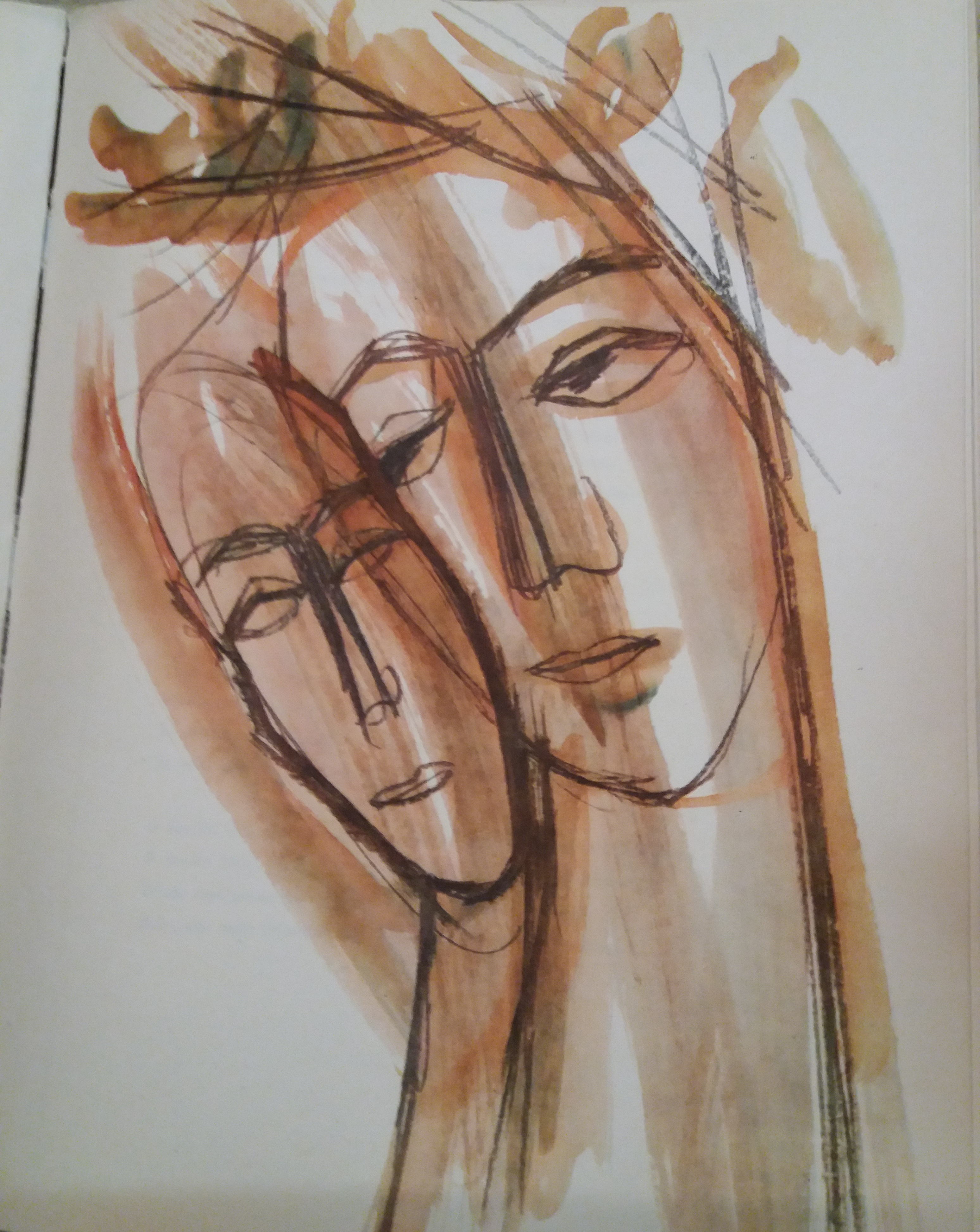
Couple, vers 1950
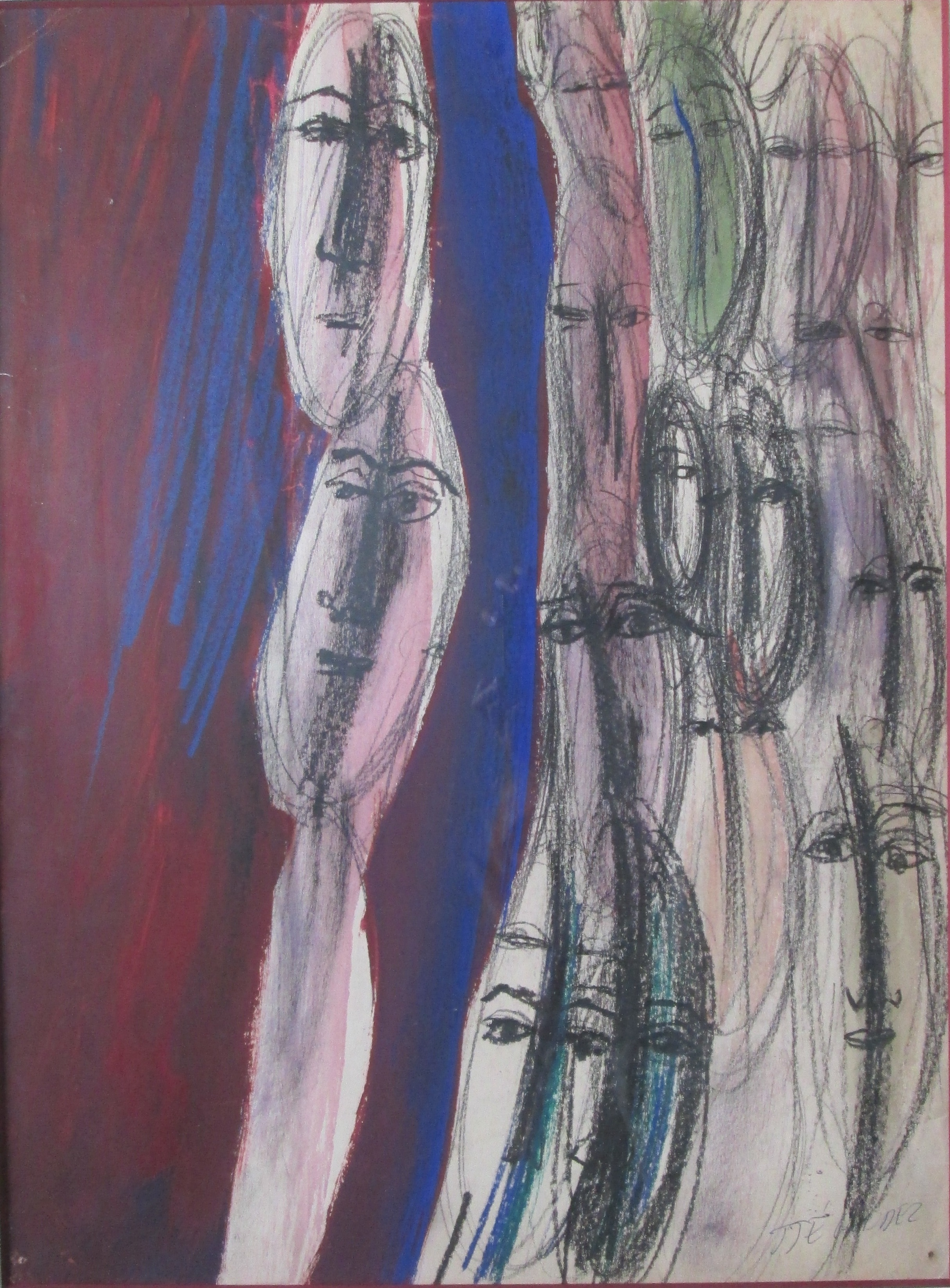
Dévisage, vers 1950
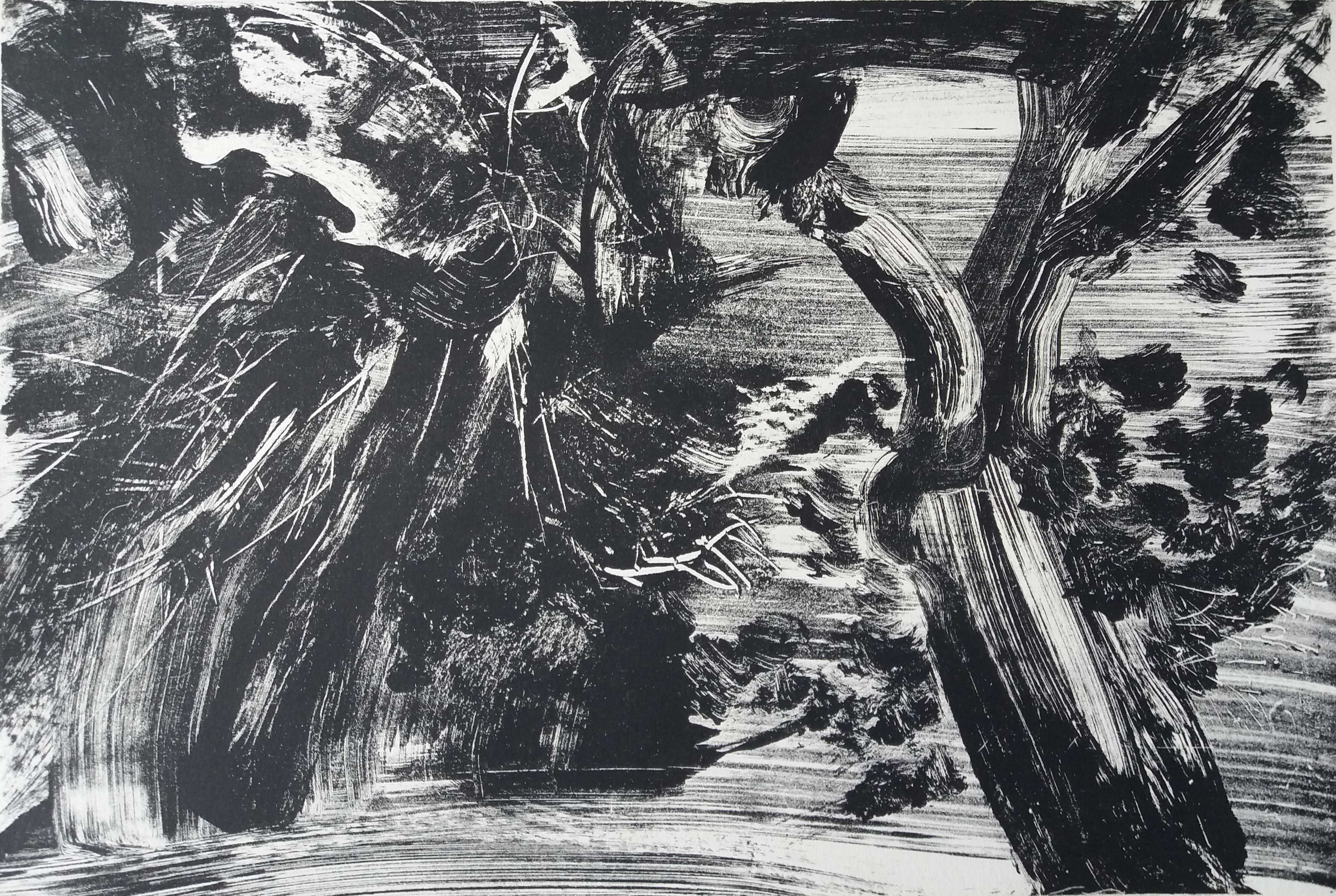
Lithographie, 1961
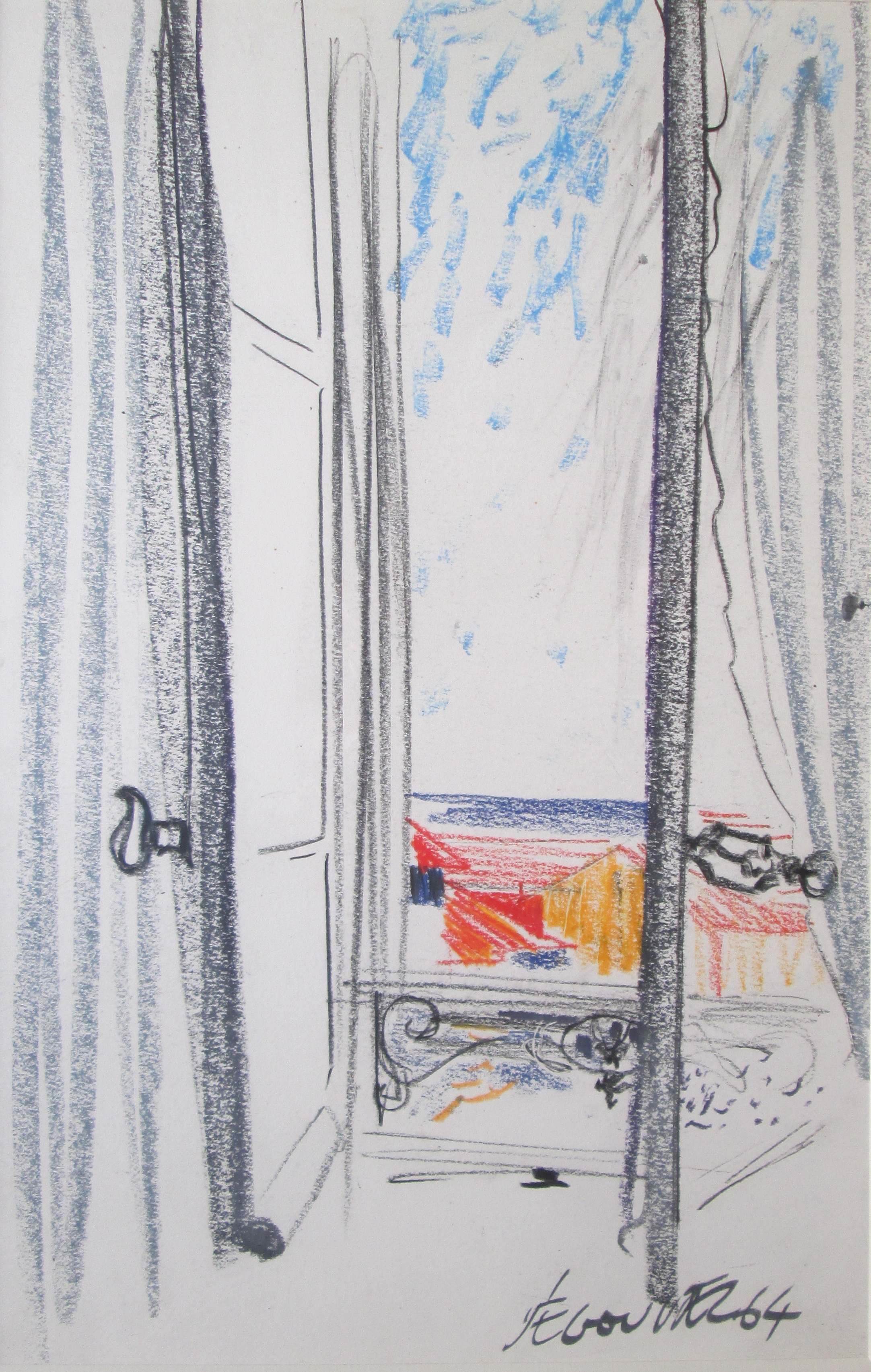
Vue sur mer, 1964
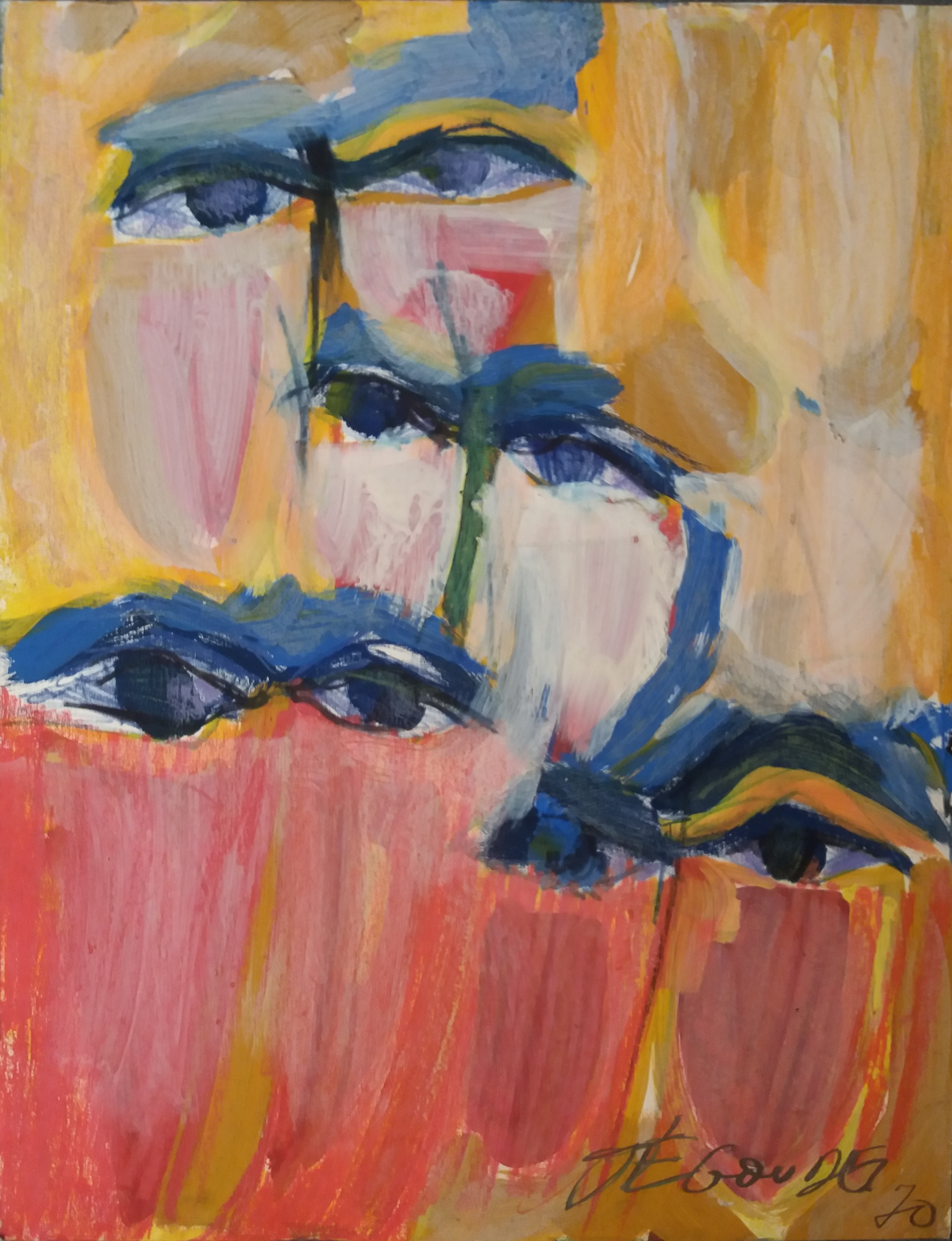
Yeux maquillés, 1970
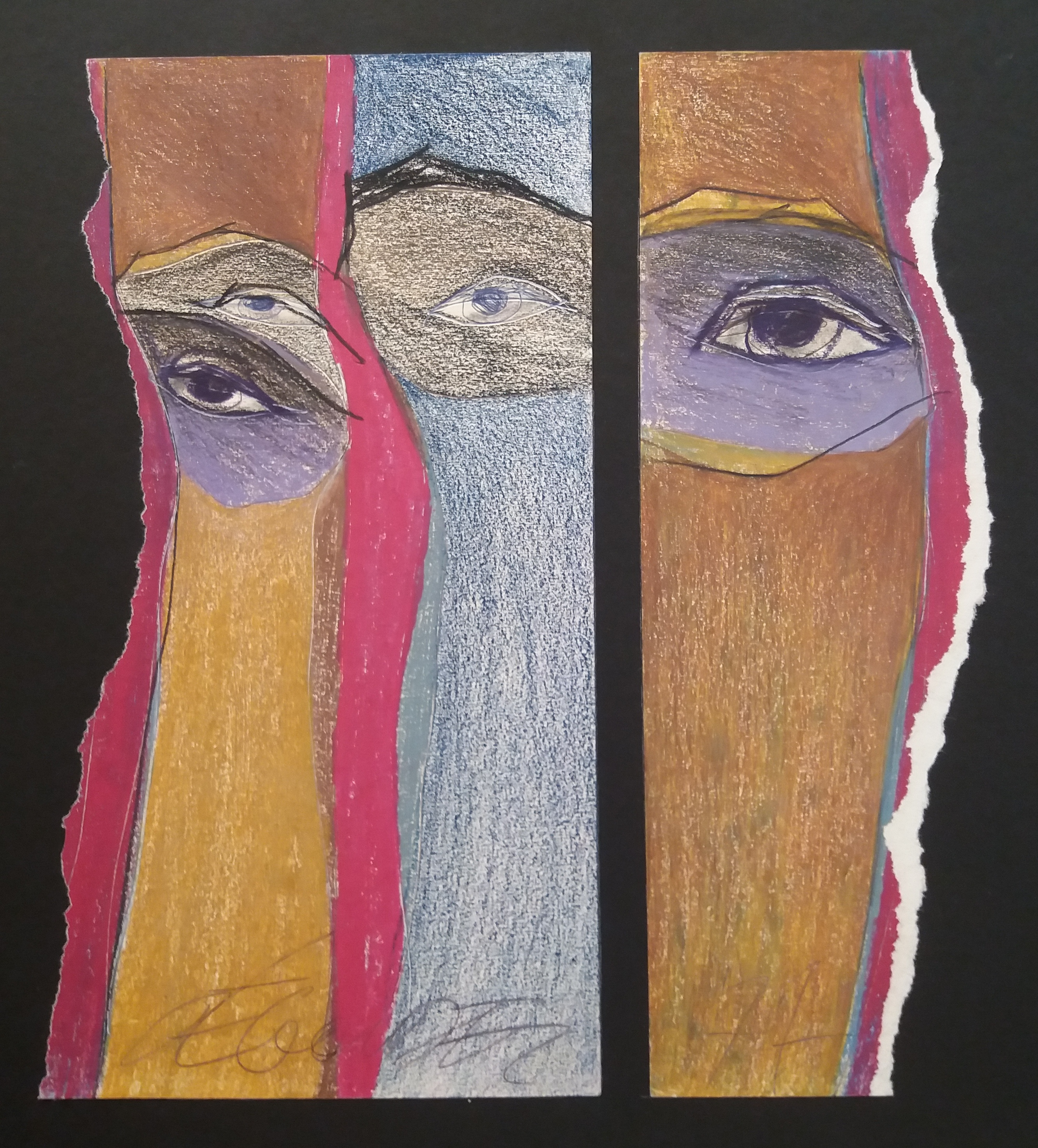
Yeux déchirés, 1977
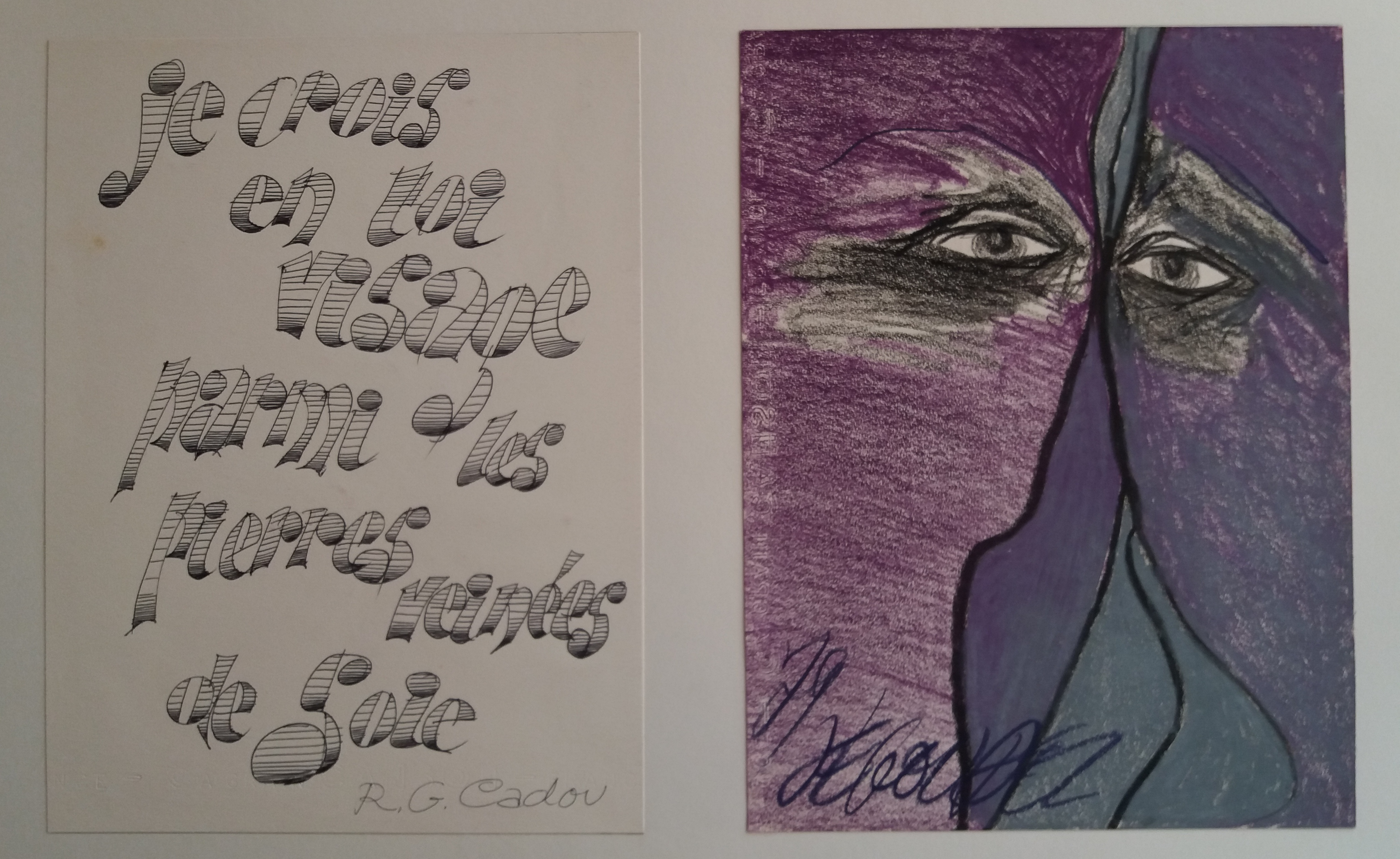
Je crois en toi, 1979